# CHIEF-Klassifikation
Die CHIEF-Klassifikation ist eine veterinärmedizinische Einteilung von Herzerkrankungen bei Haushunden. Sie wurde 2006 vom Canine Heart Failure International Expert Forum (CHIEF) vorgeschlagen. Im Gegensatz zur aus der Humanmedizin übernommenen NYHA-Klassifikation und der ISACHC-Klassifikation werden in der CHIEF-Klassifikation bereits Risikofaktoren ohne vorliegende Herzerkrankung berücksichtigt.

## Klassen
Nach der CHIEF-Klassifikation werden Herzpatienten in vier Klassen eingeordnet:
| Stadium | Definition                                                                                  |
| ------- | ------------------------------------------------------------------------------------------- |
| A       | Risiko einer Herzerkrankung (genetische Veranlagung, andere Grunderkrankungen)              |
| B       | Herzerkrankung ohne klinische Anzeichen einer Herzschwäche, Herzvergrößerung möglich        |
| C       | Herzschwäche mit früheren oder bestehenden Symptomen                                        |
| C1      | stabile Herzschwäche mit früheren Symptomen                                                 |
| C2      | Herzschwäche mit geringen bis mittelgradigen Symptomen                                      |
| C3      | Herzschwäche mit hochgradigen, lebensbedrohlichen Symptomen                                 |
| D       | Herzschwäche, die nicht mehr auf Medikamente anspricht, nur noch lebenserhaltende Maßnahmen |

Dabei ist es möglich, dass innerhalb der Klasse C eine Herunterstufung vorgenommen werden kann: Wenn ein Hund erfolgreich auf eine medikamentöse Therapie anspricht und keine klinischen Symptome mehr zeigt, kann er von C2 oder C3 wieder als C1 klassifiziert werden.
Für die Klasse A wird keine Therapie empfohlen, aber regelmäßige Kontrollen mittels Sonografie und Elektrokardiogramm. Auch für Patienten der Klasse B ist keine Therapie zwingend, lediglich bei einer Dilatativen Kardiomyopathie ist sie von Fall zu Fall angezeigt. Für von Mitralklappenendokardiose betroffene Hunde wird im Stadium B bei vorliegender Herzvergrößerung ebenfalls eine medikamentelle Behandlung empfohlen.